# Rajd Austrii 1973
Rajd Austrii 1973 (pełna nazwa: 44th Austrian Alpine Rally) – dziewiąta runda Rajdowych Mistrzostw Świata sezonu 1973, która odbyła się w dniach 12-14 września. Zwycięzcą został Achim Warmbold.

## Zwycięzcy odcinków specjalnych[1]
| Etap  | Data              | OS | Godzina | Nazwa         | Długość  | Zwycięzca           | Czas             | Śred. pręd.      | Lider rajdu    |
| ----- | ----------------- | -- | ------- | ------------- | -------- | ------------------- | ---------------- | ---------------- | -------------- |
| 1-2-3 | 12-13-14 września | 1  | b.d.    | Höllental     | 11,00 km | Achim Warmbold      | 6:16,5           | 105,18 km/h      | Achim Warmbold |
| 1-2-3 | 12-13-14 września | 2  | b.d.    | b.d.          | b.d.     | Odcinek odwołany    | Odcinek odwołany | Odcinek odwołany | Achim Warmbold |
| 1-2-3 | 12-13-14 września | 3  | b.d.    | Freingraben   | 15,00 km | Bernard Darniche    | 10:22,1          | 81,02 km/h       | Achim Warmbold |
| 1-2-3 | 12-13-14 września | 4  | b.d.    | Seekopf 1     | 7,00 km  | Achim Warmbold      | 5:58,7           | 70,25 km/h       | Achim Warmbold |
| 1-2-3 | 12-13-14 września | 5  | b.d.    | Hiesbach      | 8,00 km  | Achim Warmbold      | 5:30,4           | 87,17 km/h       | Achim Warmbold |
| 1-2-3 | 12-13-14 września | 6  | b.d.    | Reinsberg 1   | 8,00 km  | Achim Warmbold      | 6:17,1           | 76,37 km/h       | Achim Warmbold |
| 1-2-3 | 12-13-14 września | 7  | b.d.    | Urmannsau     | 16,00 km | Achim Warmbold      | 12:03,1          | 79,66 km/h       | Achim Warmbold |
| 1-2-3 | 12-13-14 września | 8  | b.d.    | Freingraben 1 | 14,00 km | Bernard Darniche    | 10:24,5          | 80,70 km/h       | Achim Warmbold |
| 1-2-3 | 12-13-14 września | 9  | b.d.    | Araburg 1     | 7,00 km  | Achim Warmbold      | 5:34,0           | 75,45 km/h       | Achim Warmbold |
| 1-2-3 | 12-13-14 września | 10 | b.d.    | Dorfstetten   | 16,00 km | Bernard Darniche    | 11:37,6          | 82,57 km/h       | Achim Warmbold |
| 1-2-3 | 12-13-14 września | 11 | b.d.    | Königswald 1  | 14,00 km | Per Eklund          | 8:42,9           | 96,39 km/h       | Achim Warmbold |
| 1-2-3 | 12-13-14 września | 12 | b.d.    | Peilstein 1   | 11,00 km | Achim Warmbold      | 6:27,6           | 102,17 km/h      | Achim Warmbold |
| 1-2-3 | 12-13-14 września | 13 | b.d.    | Durnberg      | 18,00 km | Stig Blomqvist      | 11:52,7          | 90,92 km/h       | Achim Warmbold |
| 1-2-3 | 12-13-14 września | 14 | b.d.    | Waldhausen 1  | 10,50 km | Per Eklund          | 7:36,4           | 82,82 km/h       | Achim Warmbold |
| 1-2-3 | 12-13-14 września | 15 | b.d.    | Mottingeramt  | 9,00 km  | Stig Blomqvist      | 5:29,2           | 98,42 km/h       | Achim Warmbold |
| 1-2-3 | 12-13-14 września | 16 | b.d.    | Peilstein 2   | 13,00 km | Achim Warmbold      | 6:34,5           | 118,63 km/h      | Achim Warmbold |
| 1-2-3 | 12-13-14 września | 17 | b.d.    | Edlesberg     | 17,50 km | Achim Warmbold      | 12:03,0          | 87,14 km/h       | Achim Warmbold |
| 1-2-3 | 12-13-14 września | 18 | b.d.    | Waldhausen 2  | 10,00 km | Achim Warmbold      | 7:58,7           | 75,20 km/h       | Achim Warmbold |
| 1-2-3 | 12-13-14 września | 19 | b.d.    | Königswald 2  | 22,00 km | Stig Blomqvist      | 15:50,8          | 83,30 km/h       | Achim Warmbold |
| 1-2-3 | 12-13-14 września | 20 | b.d.    | Randegg       | 7,50 km  | Stig Blomqvist      | 5:29,9           | 81,84 km/h       | Achim Warmbold |
| 1-2-3 | 12-13-14 września | 21 | b.d.    | Reinsberg 2   | 8,00 km  | Achim Warmbold      | 6:05,0           | 78,90 km/h       | Achim Warmbold |
| 1-2-3 | 12-13-14 września | 22 | b.d.    | b.d.          | b.d.     | Odcinek odwołany    | Odcinek odwołany | Odcinek odwołany | Achim Warmbold |
| 1-2-3 | 12-13-14 września | 23 | b.d.    | Saugraben     | 11,00 km | Achim Warmbold      | 10:57,8          | 60,20 km/h       | Achim Warmbold |
| 1-2-3 | 12-13-14 września | 24 | b.d.    | Seekopf 2     | 8,00 km  | Bernard Darniche    | 6:22,0           | 75,39 km/h       | Achim Warmbold |
| 1-2-3 | 12-13-14 września | 25 | b.d.    | b.d.          | b.d.     | ?                   | ?                | ?                | Achim Warmbold |
| 1-2-3 | 12-13-14 września | 26 | b.d.    | Schlagerboden | 10,00 km | Bernard Darniche    | 7:12,3           | 83,28 km/h       | Achim Warmbold |
| 1-2-3 | 12-13-14 września | 27 | b.d.    | Araburg       | 7,00 km  | Jean-Pierre Nicolas | 5:36,4           | 74,91 km/h       | Achim Warmbold |
| 1-2-3 | 12-13-14 września | 28 | b.d.    | Steingraben   | 16,00 km | Bernard Darniche    | 12:07,1          | 79,22 km/h       | Achim Warmbold |
| 1-2-3 | 12-13-14 września | 29 | b.d.    | Kothberg      | 11,00 km | Björn Waldegård     | 8:32,1           | 77,33 km/h       | Achim Warmbold |
| 1-2-3 | 12-13-14 września | 30 | b.d.    | Plankenstein  | 13,00 km | Bernard Darniche    | 9:38,0           | 80,97 km/h       | Achim Warmbold |
| 1-2-3 | 12-13-14 września | 31 | b.d.    | Markgraben    | 7,00 km  | Bernard Darniche    | 5:03,7           | 82,98 km/h       | Achim Warmbold |

## Wyniki[2]
| Msc. | Kierowca            | Pilot            | Samochód                 | Czas      | Strata     | Punkty |
| ---- | ------------------- | ---------------- | ------------------------ | --------- | ---------- | ------ |
| 1    | Achim Warmbold      | Jean Todt        | BMW 2002 TII             | 3:58:55,5 | 0.0        | 20     |
| 2.   | Bernard Darniche    | Alain Mahé       | Alpine-Renault A110 1800 | 4:00.10,1 | +1.14,6    | 15     |
| 3.   | Per Eklund          | Bo Reinicke      | Saab 96 V4               | 4:00.11,2 | +1.15,7    | 12     |
| 4.   | Björn Waldegård     | Hans Thorszelius | BMW 2002 TII             | 4:01.10,5 | +2.15,0    | 10     |
| 5.   | Jean-Pierre Nicolas | Michel Vial      | Alpine-Renault A110 1800 | 4:01.25,8 | +2.30,3    |        |
| 6.   | Håkan Lindberg      | Helmut Eisendle  | Fiat Abarth 124 Rallye   | 4:06.15,9 | +7.20,4    | 6      |
| 7.   | Klaus Russling      | Wolfgang Weiß    | Porsche 911              | 4:06.38,3 | +7.42,8    | 4      |
| 8.   | Ove Andersson       | Gunnar Häggbom   | Toyota Celica            | 4:09.05,8 | +10.10,3   | 3      |
| 9.   | Herbert Grünsteidl  | Georg Hopf       | BMW 2002                 | 4:10.02,2 | +11.06,7   |        |
| 10.  | Tony Fall           | Mike Wood        | Volkswagen 1303S         | 4:11.16,9 | +4:11.16,9 | 1      |

## Klasyfikacja producentów po 9 rundach
| Lp | Producent      | Pkt. |
| -- | -------------- | ---- |
| 1  | Alpine Renault | 107  |
| 2  | Fiat           | 72   |
| 3  | Saab           | 42   |
| 4  | Ford           | 36   |
| 5  | Citroën        | 33   |

- Uwaga: Tabela obejmuje tylko pięć pierwszych miejsc.